# Stade municipal de Can Misses
Le Stade municipal de Can Misses (en espagnol : Estadio Municipal de Can Misses) est un stade de football espagnol situé à Can Misses, quartier de la ville d'Ibiza, sur l'île d'Ibiza dans les Îles Baléares.
Le stade, doté de 4 500 places et inauguré en 1991, sert d'enceinte à domicile à l'équipe de football de l'Unión Deportiva Ibiza.
Il est le second stade des Îles Baléares en terme d'importance derrière le Stade de Son Moix.

## Histoire
Le stade ouvre ses portes en 1991 dans le quartier de Can Misses, dans le nord-ouest de la ville. Il est au départ utilisé par le club du SD Ibiza pendant quatre ans.
Le stade est utilisé par de nombreux autres clubs de la ville (comme l'Ibiza Islas Pitiusas, l'Inter Ibiza, le Ciudad de Ibiza ou encore l'UD Ibiza-Eivissa).
En 2003, une tribune couverte a été inaugurée, qui doit être remplacée en 2012 en raison d'une forte tempête.
En 2017, la pelouse en herbe naturelle est remplacé par un gazon artificiel, et les tribunes sont rénovées et imperméabilisées l'année suivante.